# Couma utilis
Couma utilis är en oleanderväxtart som först beskrevs av Carl Friedrich Philipp von Martius, och fick sitt nu gällande namn av Müll.Arg.. Couma utilis ingår i släktet Couma och familjen oleanderväxter. Inga underarter finns listade i Catalogue of Life.